# 柚木あや
柚木 あや（ゆずき あや、1986年9月9日 - ）は、日本の元AV女優。
出身地：山形県、身長：160cm、スリーサイズ：B90（Fカップ）・W・60・H88。趣味、特技：テニス、ダンス。

## 略歴
2005年に『新星』でAVデビュー。

## 作品

### アダルトビデオ

#### 2005年
- 新星 柚木あや（2005年10月1日、MOODYZ）
- 学校コスプレ 柚木あや（2005年11月1日、MOODYZ）
- ハイパーデジタルモザイクvol.9 柚木あや（2005年12月13日、MOODYZ）

#### 2006年
- ツンデレ！！ 柚木あや（2006年1月13日、MOODYZ）
- 激ピストン18740回 柚木あや（2006年2月13日、MOODYZ）
- ドリームアイドル 柚木あや（2006年3月1日、MOODYZ）
- ハイパーデジタルモザイク Special Collection（2006年3月1日、MOODYZ）
- 騎乗位（2006年3月13日、MOODYZ）
- 最高のオナニーのために 柚木あや（2006年4月13日、MOODYZ）
- 失禁エロス 柚木あや（2006年5月13日、MOODYZ）
- 新星Dream Collection（2006年5月13日、MOODYZ）
- 痴女子校生（2006年6月1日、MOODYZ）
- MOODYZ 2006年1～4月作品集（2006年6月1日、MOODYZ）
- 使い捨てM奴隷34 柚木あや（2006年6月13日、MOODYZ）
- ゴックンランド（2006年7月1日、MOODYZ）…共演:小日向優
- 放尿・おもらし3時間（2006年8月1日、MOODYZ）
- 無限中出し 柚木あや（2006年8月13日、MOODYZ）
- アナルファック 柚木あや（2006年9月1日、MOODYZ）
- 激ピストン4時間（2006年9月13日、MOODYZ）
- コスプレ50人50着8時間（2006年9月13日、MOODYZ）
- ぶっかけ 4時間（2006年10月1日、MOODYZ）
- 2006年5月～8月作品集 全212タイトル 4時間（2006年10月1日、MOODYZ）
- ハイパーデジタルモザイク 生中出し 4時間（2006年10月13日、MOODYZ）
- 巨乳おっぱい50人4時間（2006年10月13日、MOODYZ）
- MOODYZ SEX BEST 4時間（2006年11月1日、MOODYZ）
- 挿入部ばかり集めました ハイパーデジタルモザイク4時間（2006年11月13日、MOODYZ）
- 凌辱ファック 4時間（2006年12月13日、MOODYZ）

#### 2007年
- 人気アイドルの本気セックス4 4時間（2007年2月13日、MOODYZ）
- イカセ電マ 4時間（2007年3月13日、MOODYZ）
- ドリームアイドルCollection 4時間（2007年3月13日、MOODYZ）
- 人気アイドルの本気セックス5 4時間（2007年3月13日、MOODYZ）
- 若妻Collection3時間（2007年4月13日、MOODYZ）
- アナルファック4時間（2007年5月13日、MOODYZ）
- 巨乳100人8時間（2007年5月13日、MOODYZ）
- スクール水着4時間（2007年5月13日、MOODYZ）
- 無限中出し4時間（2007年6月1日、MOODYZ）
- 巨乳コスプレ4時間（2007年6月1日、MOODYZ）
- 痴女騎乗位4時間（2007年6月13日、MOODYZ）
- 超人気女優の乱交SEX4時間（2007年7月1日、MOODYZ）
- イラマチオ4時間（2007年7月1日、MOODYZ）
- アナルファック4時間（2007年7月13日、MOODYZ）
- 中出し4時間（2007年8月1日、MOODYZ）
- 女子高生4時間（2007年8月13日、MOODYZ）
- ナース4時間（2007年9月13日、MOODYZ）
- ハイモザ 手コキ4時間（2007年10月1日、MOODYZ）
- 美人若妻4時間（2007年10月13日、MOODYZ）
- ハイモザ Wフェラ4時間（2007年11月1日、MOODYZ）
- レイプ4時間（2007年11月13日、MOODYZ）
- 女教師4時間（2007年11月13日、MOODYZ）

#### 2008年
- SM4時間（2008年2月1日、MOODYZ）
- コスプレBEST4時間（2008年2月1日、MOODYZ）